# 厦门特别市 (中华共和国)

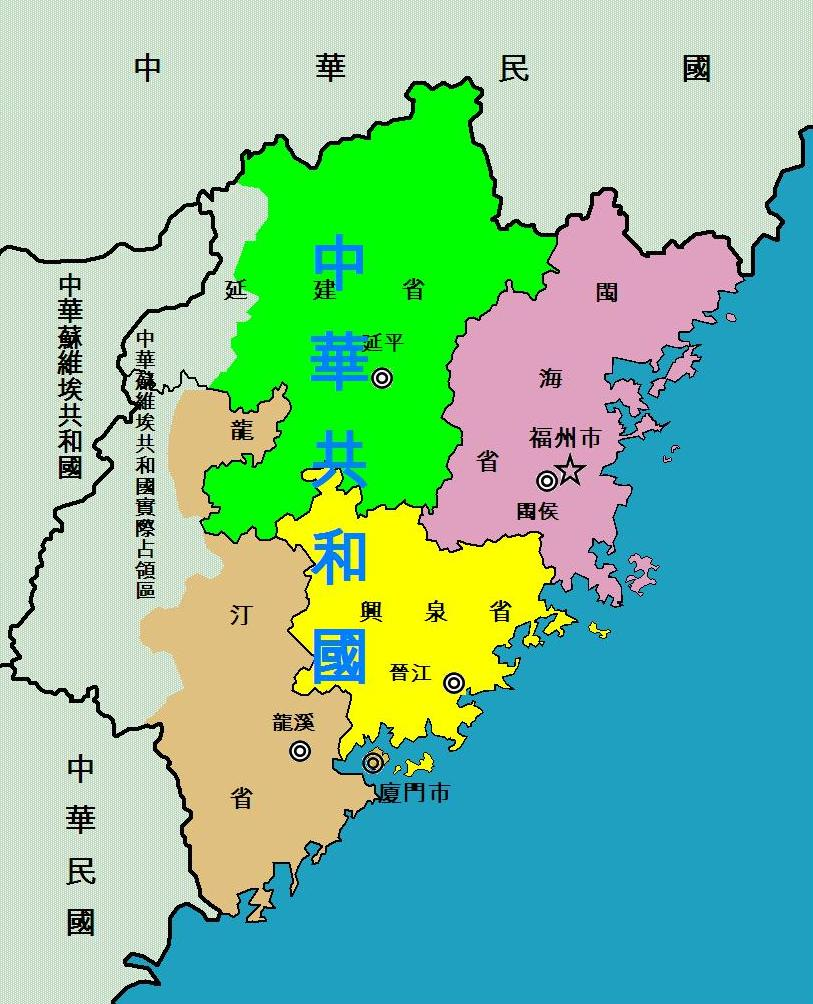
中华共和国地图

厦门市（1933年12日1日—10日）和厦门特别市（1933年12月10日—1934年1月10日）是中华共和国的行政区划。1933年11月20日，十九路军发动“闽变”；22日，成立中华共和国人民革命政府。中华共和国人民革命政府训令撤销鼓浪屿会审公堂。12月1日，升思明县为厦门市；10日，改为厦门特别市。原十九路军参谋长黄强出任市长。厦门特别市的管辖范围为厦门岛及附近小岛。下级行政区划沿袭此前的思明县行政区划未变。1934年1月10日，国民政府海军占领厦门，厦门特别市随之取消，厦门恢复思明县建制。
厦门特别市政府曾宣布收回鼓浪屿地方司法管辖权，撤销外国领事裁判权。鼓浪屿所有涉外诉讼，均由厦门地方法院管辖，行使独立审判权，不受任何外国人干涉。因“闽变”不久即失败，此令未及施行。